# Bluetooth
Bluetooth er primært et kortrækkende trådløst datanet (WPAN). Nogle af anvendelserne er til computere, PDAer, trådløst headset og mobiltelefoner. I sin mest udbredte form (Bluetooth v. 1.0) kan en overførselshastighed på 1 Mbit/s opnås, den nyere EDR (Enhanced Data Rate) standard tillader hastigheder på op til 3 Mbit/s.
Fordelen ved Bluetooth er, at data kan overføres forholdsvis hurtigt og med et lavt strømforbrug. Specielt er hvilestrømforbruget meget lavt (når der ventes på data). De fleste mobiltelefoner indeholder en klasse 2-enhed der har en rækkevidde på ca. 10 m. Nogle Bluetooth-dongler indeholder en klasse 1-enhed, som har en rækkevidde på ca. 100 m.
Bluetooth-logoet er sammensat af et rune-H og et rune-B, der står for Harald Blåtand/Harold Bluetooth.

## Navnet
Bluetooth er opkaldt efter den danske konge Harald Blåtand (engelsk: Harold Bluetooth), som bl.a. er kendt for at have indledt diplomatiske forhandlinger, som lagde grunden for, at forskellige parter kunne handle og kommunikere sammen. Navnet valgtes for at symbolisere protokollens mål, nemlig at få én fælles WPAN-kommunikationsstandard. 